# بریگیته میرا
بریگیته میرا (آلمانی: Brigitte Mira; ۲۰ آوریل ۱۹۱۰ – ۸ مارس ۲۰۰۵) یک هنرپیشه اهل آلمان بود.
از فیلم‌ها یا برنامه‌های تلویزیونی که وی در آنها نقش داشته‌است می‌توان به ترس روح را می‌خورد، معمای کاسپار هاوزر و رولت چینی اشاره کرد.